# Papia de peregrinis
La lex Papia de peregrinis va ser una llei romana aprovada a proposta del tribú de la plebs Gai Papi l'any 65 aC quan eren cònsols Luci Aureli Cotta III i Luci Manli Torquat. Ordenava expulsar de Roma a tots els estrangers (peregrini) excepte els italians i una personatge de nom Glaucip que per alguna raó desconeguda va tenir aquest privilegi excepcional tot i que no se sap qui era. Alguns autors pensen que aquesta llei era la mateixa que la lex Papia de sociis et nomine latino.